# Pur/Diskografie
Diese Diskografie ist eine Übersicht über die musikalischen Werke der deutschen Pop-Band Pur (Veröffentlichungen bis 1985 unter dem Namen Opus). Den Schallplattenauszeichnungen zufolge hat sie bisher mehr als zehn Millionen Tonträger verkauft, davon alleine in Deutschland über 9,8 Millionen. Damit zählen sie zu den Interpreten mit den meisten verkauften Tonträgern in Deutschland. Ihre erfolgreichste Veröffentlichung ist das achte Studioalbum Abenteuerland mit über 2,1 Millionen verkauften Einheiten, wovon allein in Deutschland über zwei Millionen Exemplare verkauft wurden und es somit eines der meistverkauften Musikalben in Deutschland seit 1975 ist. Zusammen mit Seiltänzertraum (1,5 Millionen Exemplare), Pur Live und Mächtig viel Theater (beide eine Million Exemplare) erreichten insgesamt vier Tonträger den Status eines Millionensellers in Deutschland.

## Alben

### Studioalben
| Jahr | Titel Musiklabel                              | Höchstplatzierung, Gesamtwochen, AuszeichnungChartplatzierungen (Jahr, Titel, Musiklabel, Platzierungen, Wochen, Auszeichnungen, Anmerkungen) | Höchstplatzierung, Gesamtwochen, AuszeichnungChartplatzierungen (Jahr, Titel, Musiklabel, Platzierungen, Wochen, Auszeichnungen, Anmerkungen) | Höchstplatzierung, Gesamtwochen, AuszeichnungChartplatzierungen (Jahr, Titel, Musiklabel, Platzierungen, Wochen, Auszeichnungen, Anmerkungen) | Anmerkungen                                                  |
| Jahr | Titel Musiklabel                              | DE | AT | CH | Anmerkungen                                                  |
| ---- | --------------------------------------------- | --- | --- | --- | ------------------------------------------------------------ |
| 1983 | Opus Intercord / EMI                          | — | — | — | Erstveröffentlichung: 1983                                   |
| 1985 | Vorsicht zerbrechlich Intercord / EMI         | — | — | — | Erstveröffentlichung: 1985                                   |
| 1987 | Pur Intercord / EMI                           | — | — | — | Erstveröffentlichung: 1. März 1987                           |
| 1988 | Wie im Film Intercord / EMI                   | — | — | — | Erstveröffentlichung: 1. Juni 1988                           |
| 1990 | Unendlich mehr Intercord / EMI                | DE45 Gold · (8 Wo.)DE | — | — | Erstveröffentlichung: 1. März 1990 Verkäufe: + 250.000       |
| 1991 | Nichts ohne Grund Intercord / EMI             | DE13 Gold · (20 Wo.)DE | — | — | Erstveröffentlichung: 22. August 1991 Verkäufe: + 250.000    |
| 1993 | Seiltänzertraum Intercord / EMI               | DE2 ×3Dreifachplatin · (128 Wo.)DE | AT33 (1 Wo.)AT | — | Erstveröffentlichung: 1. August 1993 Verkäufe: + 1.500.000   |
| 1995 | Abenteuerland Intercord / EMI                 | DE1 ×4Vierfachplatin · (72 Wo.)DE | AT26 Gold · (14 Wo.)AT | CH3 Platin · (37 Wo.)CH | Erstveröffentlichung: 21. August 1995 Verkäufe: + 2.075.000  |
| 1998 | Mächtig viel Theater Intercord / EMI          | DE1 ×2Doppelplatin · (48 Wo.)DE | AT22 (11 Wo.)AT | CH3 ×2Doppelplatin · (17 Wo.)CH | Erstveröffentlichung: 19. Januar 1998 Verkäufe: + 1.100.000  |
| 2000 | Mittendrin EMI Electrola                      | DE1 ×2Doppelplatin · (29 Wo.)DE | AT26 (6 Wo.)AT | CH3 Gold · (13 Wo.)CH | Erstveröffentlichung: 8. September 2000 Verkäufe: + 625.000  |
| 2003 | Was ist passiert? Blast First / EMI Electrola | DE1 ×2Doppelplatin · (24 Wo.)DE | AT25 (5 Wo.)AT | CH5 (9 Wo.)CH | Erstveröffentlichung: 5. September 2003 Verkäufe: + 400.000  |
| 2006 | Es ist wie es ist EMI / Universal Music       | DE1 ×3Dreifachgold · (24 Wo.)DE | AT46 (3 Wo.)AT | CH16 (8 Wo.)CH | Erstveröffentlichung: 1. September 2006 Verkäufe: + 300.000  |
| 2009 | Wünsche EMI / Universal Music                 | DE1 Platin · (30 Wo.)DE | AT27 (3 Wo.)AT | CH13 (7 Wo.)CH | Erstveröffentlichung: 4. September 2009 Verkäufe: + 200.000  |
| 2012 | Schein & Sein Universal Music                 | DE2 Platin · (31 Wo.)DE | AT44 (2 Wo.)AT | CH28 (4 Wo.)CH | Erstveröffentlichung: 16. November 2012 Verkäufe: + 200.000  |
| 2015 | Achtung Universal Music                       | DE1 Platin · (34 Wo.)DE | AT19 (2 Wo.)AT | CH9 (8 Wo.)CH | Erstveröffentlichung: 18. September 2015 Verkäufe: + 200.000 |
| 2018 | Zwischen den Welten Universal Music           | DE2 Gold · (34 Wo.)DE | AT33 (1 Wo.)AT | CH14 (6 Wo.)CH | Erstveröffentlichung: 14. September 2018 Verkäufe: + 100.000 |
| 2022 | Persönlich Music Pur                          | DE3 (26 Wo.)DE | — | CH45 (2 Wo.)CH | Erstveröffentlichung: 4. November 2022                       |

### Livealben
| Jahr | Titel Musiklabel                                                  | Höchstplatzierung, Gesamtwochen, AuszeichnungChartplatzierungen (Jahr, Titel, Musiklabel, Platzierungen, Wochen, Auszeichnungen, Anmerkungen) | Höchstplatzierung, Gesamtwochen, AuszeichnungChartplatzierungen (Jahr, Titel, Musiklabel, Platzierungen, Wochen, Auszeichnungen, Anmerkungen) | Höchstplatzierung, Gesamtwochen, AuszeichnungChartplatzierungen (Jahr, Titel, Musiklabel, Platzierungen, Wochen, Auszeichnungen, Anmerkungen) | Anmerkungen                                                                     |
| Jahr | Titel Musiklabel                                                  | DE | AT | CH | Anmerkungen                                                                     |
| ---- | ----------------------------------------------------------------- | --- | --- | --- | ------------------------------------------------------------------------------- |
| 1992 | Pur Live Intercord / EMI                                          | DE7 ×2Doppelplatin · (83 Wo.)DE | — | — | Erstveröffentlichung: 1. Juni 1992 Verkäufe: + 1.000.000                        |
| 1996 | Pur Live – Die Zweite Intercord / EMI                             | DE1 Platin · (31 Wo.)DE | AT28 (7 Wo.)AT | CH9 (8 Wo.)CH | Erstveröffentlichung: 19. August 1996 Verkäufe: + 500.000                       |
| 2004 | Pur Klassisch – Live auf Schalke 2004 Blast First / EMI Electrola | DE2 Platin · (16 Wo.)DE | — | CH*CH | Erstveröffentlichung: 1. Oktober 2004 Verkäufe: + 200.000; * siehe Videoalbum   |
| 2010 | Pur Live – Die Dritte – Akustisch EMI / Universal Music           | DE6 (19 Wo.)DE | — | — | Erstveröffentlichung: 10. Dezember 2010                                         |
| 2013 | Schein & Sein – Live aus Berlin Universal Music                   | DE*DE | — | CH**CH | Erstveröffentlichung: 14. Juni 2013 * siehe Schein & Sein / ** siehe Videoalbum |

### Kompilationen
| Jahr | Titel Musiklabel                             | Höchstplatzierung, Gesamtwochen, AuszeichnungChartplatzierungen (Jahr, Titel, Musiklabel, Platzierungen, Wochen, Auszeichnungen, Anmerkungen) | Höchstplatzierung, Gesamtwochen, AuszeichnungChartplatzierungen (Jahr, Titel, Musiklabel, Platzierungen, Wochen, Auszeichnungen, Anmerkungen) | Höchstplatzierung, Gesamtwochen, AuszeichnungChartplatzierungen (Jahr, Titel, Musiklabel, Platzierungen, Wochen, Auszeichnungen, Anmerkungen) | Anmerkungen                                               |
| Jahr | Titel Musiklabel                             | DE | AT | CH | Anmerkungen                                               |
| ---- | -------------------------------------------- | --- | --- | --- | --------------------------------------------------------- |
| 2001 | Hits Pur – 20 Jahre eine Band EMI Electrola  | DE1 ×3Dreifachgold · (61 Wo.)DE | AT5 (12 Wo.)AT | CH3 (17 Wo.)CH | Erstveröffentlichung: 21. August 2001 Verkäufe: + 470.000 |
| 2020 | 100% Das Beste aus 40 Jahren Universal Music | DE3 (17 Wo.)DE | AT72 (1 Wo.)AT | CH32 (1 Wo.)CH | Erstveröffentlichung: 23. Oktober 2020                    |

## Singles

### Als Leadmusiker
| Jahr | Titel Album                                                 | Höchstplatzierung, Gesamtwochen, AuszeichnungChartplatzierungen (Jahr, Titel, Album, Platzierungen, Wochen, Auszeichnungen, Anmerkungen) | Höchstplatzierung, Gesamtwochen, AuszeichnungChartplatzierungen (Jahr, Titel, Album, Platzierungen, Wochen, Auszeichnungen, Anmerkungen) | Höchstplatzierung, Gesamtwochen, AuszeichnungChartplatzierungen (Jahr, Titel, Album, Platzierungen, Wochen, Auszeichnungen, Anmerkungen) | Anmerkungen                                                                |
| Jahr | Titel Album                                                 | DE | AT | CH | Anmerkungen                                                                |
| ---- | ----------------------------------------------------------- | --- | --- | --- | -------------------------------------------------------------------------- |
| 1987 | Hab mich wieder mal an dir betrunken Pur                    | — | — | — | Erstveröffentlichung: März 1987                                            |
| 1988 | Funkelperlenaugen Wie im Film                               | — | — | — | Erstveröffentlichung: April 1988                                           |
| 1988 | Viel zu lang zu gut gegangen Wie im Film                    | — | — | — | Erstveröffentlichung: Oktober 1988                                         |
| 1989 | Kowalski Wie im Film                                        | — | — | — | Erstveröffentlichung: März 1989                                            |
| 1989 | Wenn sie diesen Tango hört Wie im Film                      | — | — | — | Erstveröffentlichung: Oktober 1989                                         |
| 1990 | Brüder (stell’ dir vor) (Live) –                            | — | — | — | Erstveröffentlichung: Januar 1990                                          |
| 1990 | Freunde (Live) –                                            | — | — | — | Erstveröffentlichung: April 1990                                           |
| 1990 | Prinzessin Unendlich mehr                                   | — | — | — | Erstveröffentlichung: September 1990                                       |
| 1991 | Lena Nichts ohne Grund                                      | DE50 (13 Wo.)DE | — | — | Erstveröffentlichung: Juni 1991 Liveversion: 3. Dezember 2010              |
| 1991 | An so ’nem Tag Nichts ohne Grund                            | — | — | — | Erstveröffentlichung: November 1991                                        |
| 1992 | Lied für all die Vergessenen Nichts ohne Grund              | — | — | — | Erstveröffentlichung: März 1992                                            |
| 1992 | Drachen sollen fliegen (Live) Pur Live                      | — | — | — | Erstveröffentlichung: 1992                                                 |
| 1992 | Der Mann am Fenster Seiltänzertraum                         | — | — | — | Erstveröffentlichung: 1992 Verkäufe: 500 (limitiert); Pur für Reinhard Mey |
| 1993 | Hör gut zu Seiltänzertraum                                  | DE27 (19 Wo.)DE | — | — | Erstveröffentlichung: 1993                                                 |
| 1993 | Indianer Seiltänzertraum                                    | DE48 (14 Wo.)DE | — | — | Erstveröffentlichung: 1993                                                 |
| 1994 | Neue Brücken Seiltänzertraum                                | DE79 (5 Wo.)DE | — | — | Erstveröffentlichung: 1994                                                 |
| 1994 | Sie sieht die Sonne Seiltänzertraum                         | DE66 (10 Wo.)DE | — | — | Erstveröffentlichung: 1994                                                 |
| 1994 | In dich Seiltänzertraum                                     | — | — | — | Erstveröffentlichung: 1994                                                 |
| 1995 | Ich lieb’ dich (egal wie das klingt) Abenteuerland          | DE10 (19 Wo.)DE | — | — | Erstveröffentlichung: 19. Juni 1995                                        |
| 1995 | Abenteuerland                                               | DE47 Gold · (11 Wo.)DE | — | — | Erstveröffentlichung: 18. September 1995 Verkäufe: + 250.000               |
| 1996 | Ein graues Haar Abenteuerland                               | DE86 (6 Wo.)DE | — | — | Erstveröffentlichung: 12. Februar 1996                                     |
| 1996 | Dass es dir leid tut Abenteuerland                          | DE80 (7 Wo.)DE | — | — | Erstveröffentlichung: 17. Juni 1996                                        |
| 1996 | Geweint vor Glück Nichts ohne Grund                         | DE61 (1 Wo.)DE | — | — | Erstveröffentlichung: 30. Oktober 1996 mit den Münchner Philharmoniker     |
| 1997 | Wenn du da bist Mächtig viel Theater                        | DE6 Gold · (6 Wo.)DE | — | CH39 (8 Wo.)CH | Erstveröffentlichung: 17. November 1997 Verkäufe: + 250.000                |
| 1998 | Der Dumme Mächtig viel Theater                              | DE85 (8 Wo.)DE | — | — | Erstveröffentlichung: 16. Februar 1998                                     |
| 1998 | Königin Mächtig viel Theater                                | — | — | — | Erstveröffentlichung: 18. Mai 1998                                         |
| 1998 | Endlich ich Mächtig viel Theater                            | — | — | — | Erstveröffentlichung: 12. Oktober 1998                                     |
| 1999 | Party Mix –                                                 | DE10 (13 Wo.)DE | — | — | Erstveröffentlichung: 18. Januar 1999                                      |
| 2000 | Adler sollen fliegen Mittendrin                             | DE9 (9 Wo.)DE | — | CH88 (1 Wo.)CH | Erstveröffentlichung: 3. Januar 2000                                       |
| 2000 | Herzbeben Mittendrin                                        | DE4 (9 Wo.)DE | — | CH41 (1 Wo.)CH | Erstveröffentlichung: 7. August 2000                                       |
| 2000 | Bei dir sein Mittendrin                                     | DE99 (1 Wo.)DE | — | — | Erstveröffentlichung: 23. Oktober 2000                                     |
| 2001 | Immer noch da Hits Pur – 20 Jahre eine Band                 | DE24 (5 Wo.)DE | — | — | Erstveröffentlichung: 30. Juli 2001                                        |
| 2003 | Ich denk an dich Was ist passiert?                          | DE1 (9 Wo.)DE | — | CH63 (3 Wo.)CH | Erstveröffentlichung: 4. August 2003                                       |
| 2003 | Was ist passiert?                                           | DE34 (5 Wo.)DE | — | — | Erstveröffentlichung: 5. September 2003                                    |
| 2003 | Walzer für dich Was ist passiert?                           | DE44 (8 Wo.)DE | — | — | Erstveröffentlichung: 20. Oktober 2003                                     |
| 2004 | Halt dich fest (Live) Pur Klassisch – Live auf Schalke 2004 | DE7 (8 Wo.)DE | — | — | Erstveröffentlichung: 30. August 2004                                      |
| 2006 | SOS Es ist wie es ist                                       | DE20 (6 Wo.)DE | — | — | Erstveröffentlichung: 31. März 2006                                        |
| 2006 | Weil du bei mir bist Es ist wie es ist                      | DE13 (9 Wo.)DE | — | — | Erstveröffentlichung: 4. August 2006                                       |
| 2006 | Streng dich an Es ist wie es ist                            | DE71 (4 Wo.)DE | — | — | Erstveröffentlichung: 11. November 2006                                    |
| 2007 | Es ist wie es ist                                           | — | — | — | Erstveröffentlichung: 6. Juli 2007                                         |
| 2008 | Partyhitmix Vol. 2 –                                        | DE41 (7 Wo.)DE | — | — | Erstveröffentlichung: 28. Dezember 2007                                    |
| 2009 | Irgendwo Wünsche                                            | DE26 (6 Wo.)DE | — | — | Erstveröffentlichung: 21. August 2009                                      |
| 2009 | Wiedersehen Wünsche                                         | — | — | — | Erstveröffentlichung: 27. November 2009                                    |
| 2010 | Geliebt Wünsche                                             | — | — | — | Erstveröffentlichung: 26. März 2010                                        |
| 2012 | Der bestmögliche Versuch Schein & Sein                      | DE33 (2 Wo.)DE | — | — | Erstveröffentlichung: 26. Oktober 2012                                     |
| 2015 | Achtung                                                     | — | — | — | Erstveröffentlichung: 18. Mai 2015                                         |
| 2015 | Wer hält die Welt Achtung                                   | — | — | — | Erstveröffentlichung: 16. September 2015 feat. Xavier Naidoo               |
| 2015 | Gemeinsam Achtung                                           | — | — | — | Erstveröffentlichung: 20. November 2015                                    |
| 2018 | Zu Ende träumen Zwischen den Welten                         | — | — | — | Erstveröffentlichung: 22. Juni 2018                                        |
| 2018 | Beinah Zwischen den Welten                                  | — | — | — | Erstveröffentlichung: 17. August 2018                                      |
| 2020 | Keiner will alleine sein 100% Das Beste aus 40 Jahren       | — | — | — | Erstveröffentlichung: 18. September 2020                                   |
| 2020 | Wundertüte 100% Das Beste aus 40 Jahren                     | — | — | — | Erstveröffentlichung: 9. Oktober 2020                                      |
| 2020 | Mega Mix 3.0 100% Das Beste aus 40 Jahren                   | — | — | — | Erstveröffentlichung: 16. Oktober 2020                                     |
| 2022 | Voll sein Persönlich                                        | — | — | — | Erstveröffentlichung: 21. Oktober 2022                                     |

### Als Gastmusiker
| Jahr | Titel Album                      | Anmerkungen                                                   |
| ---- | -------------------------------- | ------------------------------------------------------------- |
| 2020 | Tiefer (Live) Peter Maffay und … | Erstveröffentlichung: 30. Oktober 2020 Peter Maffay feat. Pur |

## Videoalben und Musikvideos

### Videoalben
| Jahr | Titel Musiklabel                                                      | Höchstplatzierung, Gesamtwochen, AuszeichnungChartplatzierungen (Jahr, Titel, Musiklabel, Platzierungen, Wochen, Auszeichnungen, Anmerkungen) | Höchstplatzierung, Gesamtwochen, AuszeichnungChartplatzierungen (Jahr, Titel, Musiklabel, Platzierungen, Wochen, Auszeichnungen, Anmerkungen) | Höchstplatzierung, Gesamtwochen, AuszeichnungChartplatzierungen (Jahr, Titel, Musiklabel, Platzierungen, Wochen, Auszeichnungen, Anmerkungen) | Anmerkungen                                                                           |
| Jahr | Titel Musiklabel                                                      | DE | AT | CH | Anmerkungen                                                                           |
| ---- | --------------------------------------------------------------------- | --- | --- | --- | ------------------------------------------------------------------------------------- |
| 1994 | Seiltänzertraum-Tour 1993/94 Intercord / EMI                          | DE* GoldDE | AT*AT | — | Erstveröffentlichung: 18. April 1994 Verkäufe: + 25.000; * siehe Seiltänzertraum      |
| 1996 | Live – Das Video zur Abenteuerland Tour 1995/1996 Intercord / EMI     | DE* GoldDE | AT*AT | CH*CH | Erstveröffentlichung: August 1996 Verkäufe: + 25.000; * siehe Abenteuerland           |
| 1996 | Abenteuerland: Live aus dem Düsseldorfer Rheinstadion Intercord / EMI | DE*DE | AT*AT | CH*CH | Erstveröffentlichung: 15. November 1996 * siehe Abenteuerland                         |
| 1997 | Chronik einer Band 1+2 Intercord / EMI                                | — | — | — | Erstveröffentlichung: 17. November 1997                                               |
| 1999 | Mächtig viel Theater – Das Video zur Tour Intercord / EMI             | DE*DE | AT*AT | CH*CH | Erstveröffentlichung: 1. Februar 1999 * siehe Mächtig viel Theater                    |
| 2000 | Mittendrin und ganz viel drumherum EMI Electrola                      | DE* GoldDE | AT*AT | CH*CH | Erstveröffentlichung: 1. Dezember 2000 Verkäufe: + 25.000; * siehe Mittendrin         |
| 2001 | Pur & Friends auf Schalke Live EMI Electrola                          | DE— PlatinDE | — | — | Erstveröffentlichung: 25. Dezember 2001 Verkäufe: + 50.000                            |
| 2003 | Das ist passiert! Blast First / EMI Electrola                         | DE* GoldDE | — | CH*CH | Erstveröffentlichung: 6. Oktober 2003 Verkäufe: + 25.000; * siehe Was ist passiert?   |
| 2004 | Pur Klassisch – Live auf Schalke 2004 Blast First / EMI Electrola     | DE* PlatinDE | — | CH72 (2 Wo.)CH | Erstveröffentlichung: 1. Oktober 2004 Verkäufe: + 50.000; * siehe Livealbum           |
| 2006 | Es ist wie es ist: Die Live-DVD EMI / Universal Music                 | DE* GoldDE | — | CH*CH | Erstveröffentlichung: 14. Dezember 2006 Verkäufe: + 25.000; * siehe Es ist wie es ist |
| 2007 | Pur & Friends auf Schalke 2007 EMI / Universal Music                  | DE18 (5 Wo.)DE | — | — | Erstveröffentlichung: 26. Oktober 2007                                                |
| 2013 | Schein & Sein – Live aus Berlin Universal Music                       | DE*DE | — | CH5 (1 Wo.)CH | Erstveröffentlichung: 14. Juni 2013 * siehe Schein & Sein                             |

### Musikvideos
| Jahr | Titel                                | Regie            |
| ---- | ------------------------------------ | ---------------- |
| 1995 | Ich lieb’ dich (Egal wie das klingt) |                  |
| 1995 | Abenteuerland                        |                  |
| 1996 | Ein graues Haar                      |                  |
| 1996 | Dass es dir leid tut                 |                  |
| 1997 | Wenn du da bist                      |                  |
| 1998 | Der Dumme                            |                  |
| 1999 | Adler sollen fliegen                 | Jan Schultchen   |
| 2000 | Herzbeben                            | Oliver Sommer    |
| 2003 | Ich denk an dich                     |                  |
| 2006 | SOS                                  |                  |
| 2006 | Streiten                             |                  |
| 2009 | Irgendwo                             |                  |
| 2009 | Wiedersehen                          |                  |
| 2012 | Der bestmögliche Versuch             | Oliver Sommer    |
| 2012 | Stark                                | Oliver Sommer    |
| 2012 | Frei                                 |                  |
| 2012 | Ich bin dein Lied                    |                  |
| 2015 | Achtung                              | Gabriel Borgetto |
| 2018 | Zu Ende träumen                      | York von Sydow   |
| 2018 | Beinah                               | Gregor Erler     |
| 2020 | Keiner will alleine sein             |                  |
| 2020 | Mega Mix 3.0                         |                  |

## Boxsets
| Jahr | Titel Musiklabel                         | Anmerkungen |
| ---- | ---------------------------------------- | --- |
| 2002 | Pur DVD-Box EMI Electrola                | Erstveröffentlichung: 25. November 2002 Inhalt: Mächtig viel Theater, Abenteuerland, Seiltänzertraum und Chronik einer Band                                                                              |
| 2010 | Pur Live Die Fanbox EMI, Universal Music | Erstveröffentlichung: 10. Dezember 2010; Inhalt: Pur live, Pur Live die Zweite, Pur Klassisch – Live auf Schalke 2004 (CD), Pur Live die Dritte – akustisch und Pur live auf Schalke 2010 + Schüsselband |

## Sonderveröffentlichungen

### Alben
| Jahr | Titel Musiklabel                               | Anmerkungen                                                                           |
| ---- | ---------------------------------------------- | ------------------------------------------------------------------------------------- |
| 2012 | Schein & Sein (Deluxe Edition) Universal Music | Erstveröffentlichung: 16. November 2012 Verkäufe werden dem Studioalbum hinzuaddiert  |
| 2015 | Achtung (Limited Fan Box) Universal Music      | Erstveröffentlichung: 18. September 2015 Verkäufe werden dem Studioalbum hinzuaddiert |

### Lieder
| Jahr | Titel Album                      | Anmerkungen                                                    |
| ---- | -------------------------------- | -------------------------------------------------------------- |
| 2020 | Tiefer (Live) Peter Maffay und … | Erstveröffentlichung: 27. November 2020 Peter Maffay feat. Pur |

### Videoalben
| Jahr | Titel Musiklabel                               | Anmerkungen                                                                                   |
| ---- | ---------------------------------------------- | --------------------------------------------------------------------------------------------- |
| 2003 | Ich denk an dich Blast First / EMI Electrola   | Erstveröffentlichung: 4. August 2003 Single-DVD; Verkäufe werden der Single hinzuaddiert      |
| 2012 | Schein & Sein (Deluxe Edition) Universal Music | Erstveröffentlichung: 16. November 2012 CD+DVD; Verkäufe werden dem Studioalbum hinzuaddiert  |
| 2015 | Achtung (Limited Fan Box) Universal Music      | Erstveröffentlichung: 18. September 2015 CD+DVD; Verkäufe werden dem Studioalbum hinzuaddiert |

## Statistik

### Chartauswertung
Die folgenden Statistiken spiegeln die Charterfolge von Pur in den Album-, Single- und Musik-DVD-Charts in allen D-A-CH-Staaten wieder. Zu berücksichtigen ist, dass sich Videoalben in Deutschland ebenfalls in den Albumcharts und nicht in gesonderten Musik-DVD-Charts platzieren. Die Einführung der Musik-DVD-Chart in der Schweiz erfolgte im Jahr 2009, deshalb platzierte sich das Videoalbum Pur Klassisch – Live auf Schalke 2004 ebenfalls in den dortigen Albumcharts.
|                     | DE     | AT     | CH     |
| ------------------- | ------ | ------ | ------ |
| Nummer-eins-Alben   | DE9DE  | AT—AT  | CH—CH  |
| Top-10-Alben        | DE17DE | AT1AT  | CH7CH  |
| Alben in den Charts | DE20DE | AT13AT | CH14CH |

|                       | DE     | AT    | CH    |
| --------------------- | ------ | ----- | ----- |
| Nummer-eins-Singles   | DE1DE  | AT—AT | CH—CH |
| Top-10-Singles        | DE7DE  | AT—AT | CH—CH |
| Singles in den Charts | DE27DE | AT—AT | CH4CH |

|                          | DE    | AT    | CH    |
| ------------------------ | ----- | ----- | ----- |
| Nummer-eins-Videoalben   | DE—DE | AT—AT | CH—CH |
| Top-10-Videoalben        | DE—DE | AT—AT | CH1CH |
| Videoalben in den Charts | DE—DE | AT—AT | CH1CH |

### Auszeichnungen für Musikverkäufe
| Platin-Schallplatte - Europa - 1995: für das Album Seiltänzertraum - 1998: für das Album Mächtig viel Theater 2× Platin-Schallplatte - Europa - 1997: für das Album Abenteuerland |

Anmerkung: Auszeichnungen in Ländern aus den Charttabellen bzw. Chartboxen sind in ebendiesen zu finden.
| Land/RegionAuszeichnungen für Musikverkäufe (Land/Region, Auszeichnungen, Verkäufe, Quellen) | Gold       | Platin       | Verkäufe    | Quellen                                                   |
| -------------------------------------------------------------------------------------------- | ---------- | ------------ | ----------- | --------------------------------------------------------- |
| Deutschland (BVMI)                                                                           | 12× Gold12 | 24× Platin24 | 9.875.000   | musikindustrie.de                                         |
| Europa (IFPI)                                                                                | —          | 4× Platin4   | (4.000.000) | ifpi.org (Memento vom 1. Januar 2014 im Internet Archive) |
| Österreich (IFPI)                                                                            | Gold1      | —            | 25.000      | ifpi.at                                                   |
| Schweiz (IFPI)                                                                               | 2× Gold2   | 3× Platin3   | 195.000     | hitparade.ch                                              |
| Insgesamt                                                                                    | 15× Gold15 | 31× Platin31 |             |                                                           |